# Língua alur

O alur uma língua falada no noroeste de Uganda e na República Democrática do Congo pelo povo alur.

## Dados gerais
Fala se alur nas regiões de Mahagi e no noroeste da região de Djalasiga do distrito de Ituri da Província Oriental do Congo e no norte do Lago Alberto em Uganda 
Falantes
1.209.000 (2001)
- Congo: 750.000
- Uganda: 459.000

Dialetos
- Jokot
- Jonam, é o dialeto falado no Congo, ainda que também haja falantes em Uganda.
- Mambisa
- Wanyoro

Usos sociais
Existam rádios e publicações impressas em alur em Uganda, a primeira Bíblia foi publicada em 1955. 

## Fonética

### Vogais
Alur tem 9 vogais.
| .              | Frontal | Central | Posterior |
| -------------- | ------- | ------- | --------- |
| Fechada        | i       |         | u         |
| Quase Fechada] | ɪ       |         | ʊ         |
| Média          | e       |         | o         |
| Quase Aberta   | ɛ       |         | ɔ         |
| Aberta         |         | a       |           |

Há um par de vogais para cada classificação, exceto para /a/. Embora haja nove vogais fonêmicas, cada uim dos 4 pares é representado por uma única letra na escrita:
/u/ and /ʊ/ são representadas por 'u'.
/o/ and /ɔ/ são representadas por 'o'.
/i/ and /ɪ/ são representadas por 'i'.
/e/ and /ɛ/ são representadas por 'e'.

### Consoantes
Alur tems 23 Consoantes
|                |                | Labial | Labial-Dental | Interdental | Alveolar | Palatal-Alveolar | Palatal | Velar | Glotal |
| -------------- | -------------- | ------ | ------------- | ----------- | -------- | ---------------- | ------- | ----- | ------ |
| Nasal Oclusiva | Nasal Oclusiva | m      |               |             | n        |                  | ɲ       | ŋ     |        |
| Plosiva        | Plosiva        | p b    |               | t̟ d̟         | t d      |                  |         | k ɡ   |        |
| Fricativa      | Fricativa      |        | f v           |             | s z      |                  |         | h     |        |
| Africada       | Africada       |        |               |             |          | tʃ dʒ            |         |       |        |
| Vibrante       | Vibrante       |        |               |             | r        |                  |         |       |        |
| Aproximante    | Aproximante    | w      |               |             | l        |                  | j       |       |        |

## Ortografia
A linguagem Alur não tem uma ortografia ortografia. No entanto, convenções informais foram estabelecidas para materiais escritos, sinais em rodovias, etc..
Normalmente não há distinção tonal escrita. A distinção fonêmica entre /ŋ/ e /ng/ é ocasionalmente refletida na ortografia, com /ŋ/ representada por 'ŋ' e /ng/ representadas por 'ng'. Porém, /ŋ/ é frequentemente escrita como 'ng', uma confusão ortográfica com /ng/.
O alfabeto latino do Alur tem as letras A, B, Ch, D, E, F, G, H, I, J, K, M, N, Ng,  O, P, R, S, T, Th, U, V, W, Y, Z e ŋ.

## Amostra de texto
Ma nwaŋu podi jular jucwiyo gin moko ngo, nwaŋu Lembe nuti, ebedo ku Jacwic, man en de e Jacwic. Ebedo ku Jacwic ma nwaŋu podi jucwiyo gin moko ngo. Jacwic ucwiyo gin ceke ni kume, man gin moko mbe kadi acel ma jukucwiyo ni kume ngo.
Português
No princípio era o Verbo, e o Verbo estava com Deus, e o Verbo era Deus. O mesmo estava desde o princípio com Deus. Todas as coisas foram feitas por intermédio dele e sem ele nada do que foi feito se faria.